# 丸之內車站 (清須市)
丸之內車站（日语：／ Marunouchi eki */?）是位於愛知縣清須市清洲，屬於名古屋鐵道名古屋本線的車站。

## 車站結構
本站為側式月台共2面2線的高架車站。

### 月台配置
| 月台     | 路線       | 方向 | 目的地                         |
| -------- | ---------- | ---- | ------------------------------ |
| （西側） | 名古屋本線 | 下行 | 國府宮、一宮、岐阜方向         |
| （東側） | 名古屋本線 | 上行 | 須口、名古屋、東岡崎、豐橋方向 |

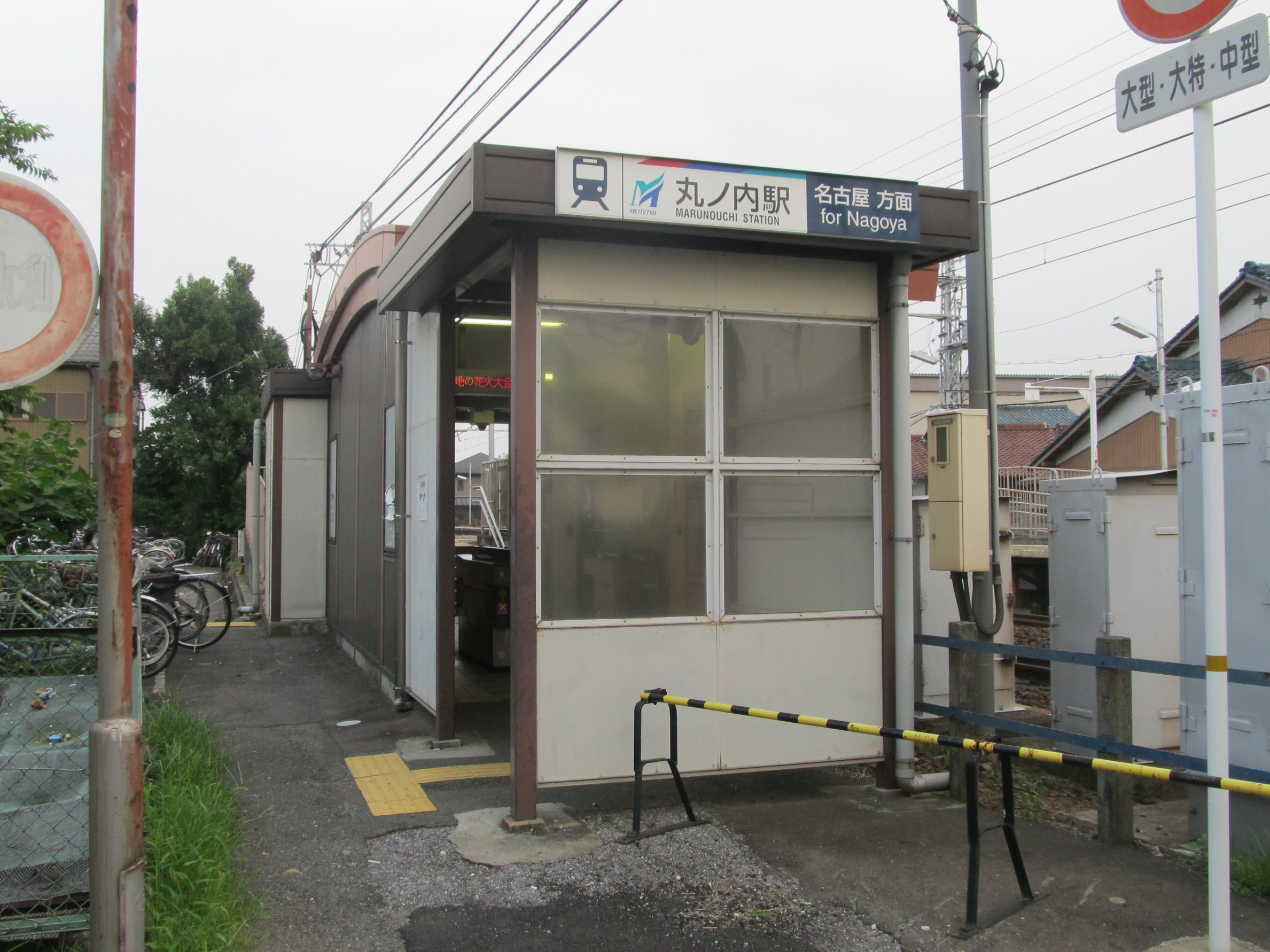
名古屋方向站舍
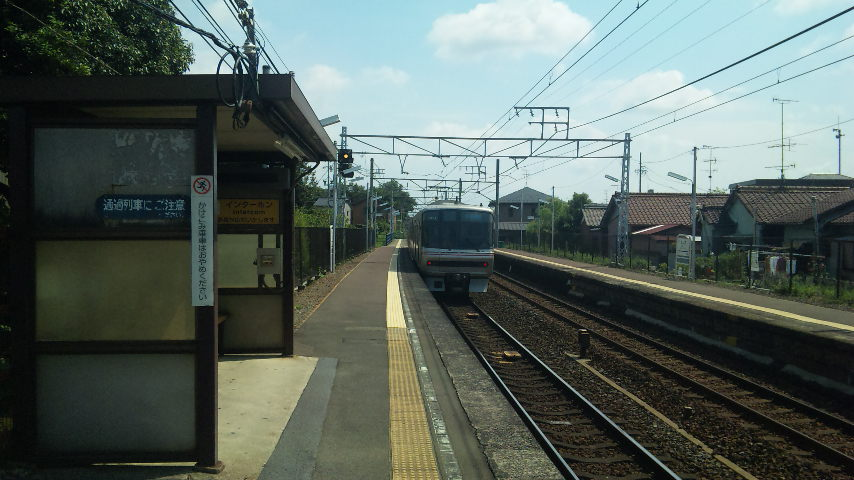
月台
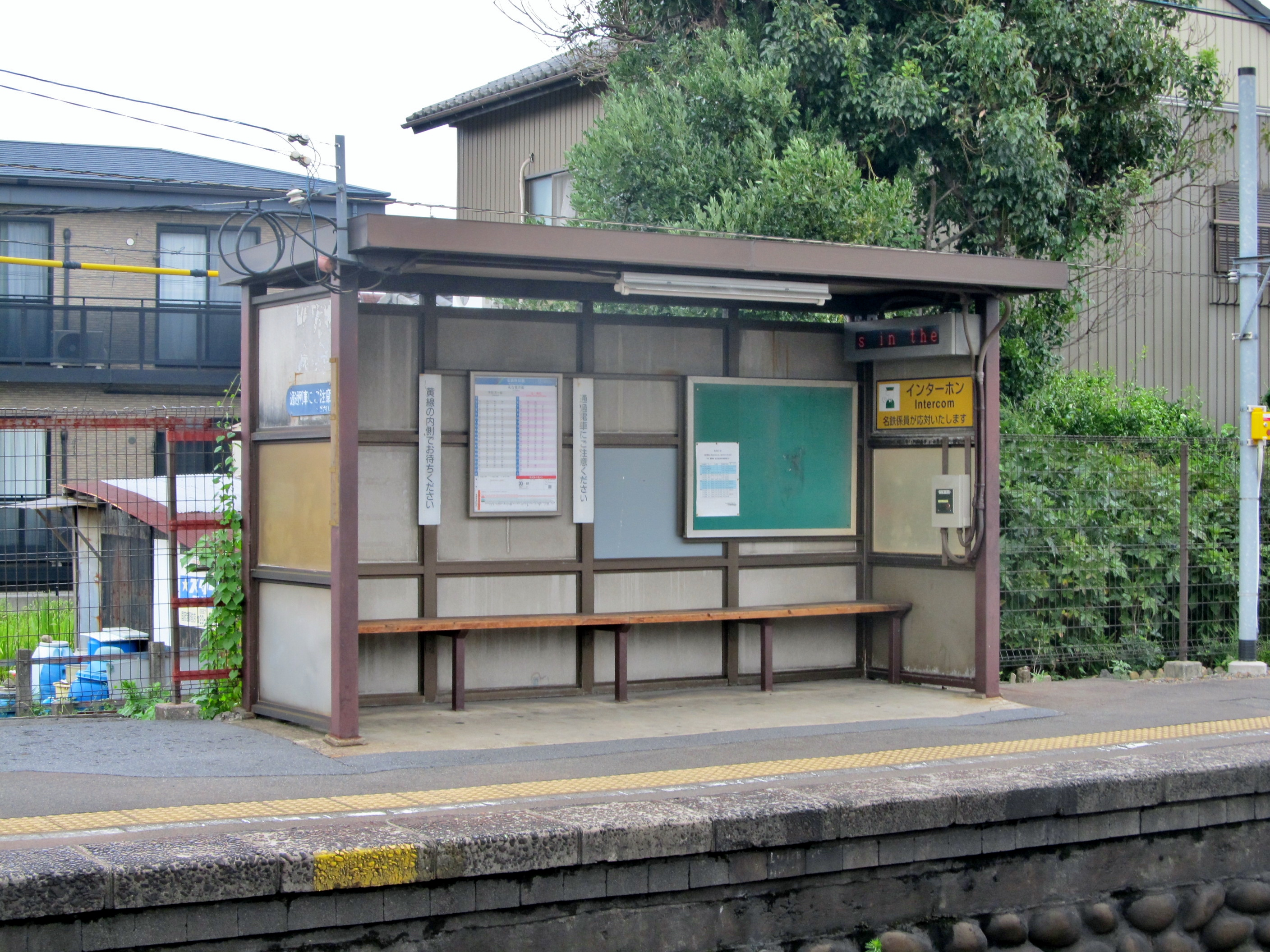
月台上的候車室

### 配線圖
| ← 名古屋方向    | 丸之內站 構內配線略圖 | → 一宮、 岐阜方向 |
| 图例 参考文献： |                       |                   |

## 相鄰車站
名古屋鐵道
 名古屋本線
□μ-SKY、□快速特急、■特急、□快速急行、■急行、■準急
通過
■普通
須口（NH42）－丸之內（NH43）－新清洲（NH44）
清洲線（廢除）
丸之內－試験場前

## 外部連結
- 丸之內 - 名古屋鐵道